# Aristolebia apicalis
Aristolebia apicalis – gatunek chrząszcza z rodziny biegaczowatych i podrodziny Lebiinae.

## Taksonomia
Gatunek opisany został w 2010 roku przez Martina Baehra na podstawie dwóch okazów samic odłowionych w 1991 roku. Nazwa gatunkowa pochodzi od ciemnego wzoru w wierzchołkowej (apikalnej) części pokryw.

## Opis
Gatunek stosunkowo duży jak na rodzaj Aristolebia. Osiąga od 9,9 do 10,2 mm długości. Głowa czarna, Oczy duże i półkuliste. Szyja z całkiem głębokim, poprzecznym zagłębieniem. Labrum z przodu nieco wypukłe, o 6 szczecinkach. Języczek długi, wieloszczeciniasty na wierzchołku. Przyjęzyczki szerokie i liściowate. Bródka bez szczecinek, za to podbródek z jedną długą szczecinką. Labrum i nadustek z widoczną, rzadką punktacją. Przedplecze czerwone, umiarkowanie szerokie, z przodu prawie półokrągłe. Wierzchołek nieco wklęśnięty. Kąty wierzchołkowe bardzo szeroko zaokrąglone. Krawędź boczna wypukła. Przednia bruzda poprzeczna i linia środkowa płytkie, zaś tylna bruzda poprzeczna głęboka. Pokrywy raczej krótkie i szerokie, rozszerzające się ku wierzchołkowi. Barki (humeri) równomiernie zaokrąglone. Zewnętrzne kąty wierzchołkowe kanciaste. Rzędy pokryw wyraźnie wgłębione, a międzyrzędy nieco tylko wyniesione. Trzecie międzyrzędy z dwoma uszczecinionymi punktami na zewnętrznej krawędzi trzecich rzędów. Punktacja międzyrzędów rzadka lecz wyraźna. Tylne dwie piąte obrzeżenia i wierzchołek pokryw czarne, zaś pozostała część czerwona. Odnóża jasnoczerwone do żółtawych.

## Występowanie
Gatunek jest endemitem Indonezji, znanym wyłącznie z północnej Sumatry.